# S. Craig Zahler
 (août 2025).
 (août 2025).
 (août 2025).
Si vous disposez d'ouvrages ou d'articles de référence ou si vous connaissez des sites web de qualité traitant du thème abordé ici, merci de compléter l'article en donnant les références utiles à sa vérifiabilité et en les liant à la section « Notes et références ».
S. Craig Zahler, né le 23 janvier 1973 à Miami (Floride), est un romancier, nouvelliste, réalisateur, scénariste, directeur de la photographie, compositeur et musicien américain.

## Jeunesse et formation
S. Craig Zahler est né le 23 janvier 1973 à Miami. Il y grandit avant de s'installer à New York. Il a travaillé pendant de nombreuses années en tant que directeur de la photographie et traiteur, tout en jouant dans un groupe de heavy metal et en créant des pièces de théâtre expérimentales. Il a étudié à l'Université de New York (NYU), où il a développé ses compétences en cinéma et en écriture.

## Carrière
Zahler a écrit plus de 40 scénarios originaux, dont The Brigands of Rattleborge, qui a figuré en tête de la Black List en 2006. Cependant, peu de ses scripts ont été produits à Hollywood.
Son premier long métrage en tant que réalisateur, Bone Tomahawk, est un western horrifique salué par la critique. Le film a été projeté au Museum of Modern Art de New York et a été ajouté à sa collection permanente en 2017. Il a également remporté le Grand Prix au Festival international du film fantastique de Gérardmer en 2016,.
En 2017, Zahler réalise Brawl in Cell Block 99 (Section 99), un thriller carcéral mettant en vedette Vince Vaughn. Le film a été bien accueilli par la critique et a été projeté au Festival international du film policier de Beaune, où il a remporté le prix Sang Neuf en 2019,.
Son troisième film, Dragged Across Concrete, met en scène Mel Gibson et Vince Vaughn dans le rôle de policiers suspendus en raison de brutalités policières. Le film a été présenté en première mondiale au 75e Festival international du film de Venise en 2018,.

## Style et influences
Les films de Zahler sont caractérisés par une violence réaliste, des dialogues longs et tendus, et une atmosphère sombre. Il cite comme influences des cinéastes tels que Sergio Leone, John Carpenter et Sam Peckinpah. Sa musique, souvent composée en collaboration avec Jeff Herriott, joue un rôle essentiel dans l'ambiance de ses films.

## Vie personnelle
S. Craig Zahler vit actuellement à New York. Il est marié à Maggie Renzi, productrice et collaboratrice régulière de ses projets cinématographiques. Ils ont travaillé ensemble sur de nombreux films, et Renzi a joué un rôle clé dans la production de plusieurs de ses œuvres.

## Filmographie

### Comme réalisateur
- 2015 : Bone Tomahawk
- 2017 : Section 99 (Brawl in Cell Block 99)
- 2018 : Traîné sur le bitume (Dragged Across Concrete)

### Comme scénariste
N.B. : S. Craig Zahler est scénariste de tous ses films
- 2011 : Asylum Blackout (The Incident) de Alexandre Courtes
- 2018 : Puppet Master: The Littlest Reich de Sonny Laguna et Tommy Wiklund

### Comme directeur de la photographie
- 1995 : August Roads
- 1996 : Warsaw Story
- 1997 : Lucia's Dream
- 2003 : Rooster (vidéo)

## Romans
- A Congregation of Jackals (2010) Publié en français sous le titre Une assemblée de chacals, traduit par Janique Jouin-de Laurenss, Paris, Éditions Gallmeister, coll. « Totem », 2018, 352 p.  (ISBN 978-2-35178-678-9)
- Wraiths of the Broken Land (2013) Publié en français sous le titre Les Spectres de la terre brisée, traduit par Janique Jouin-de Laurenss, Paris, Éditions Gallmeister, coll. « Americana », 2018, 400 p.  (ISBN 978-2-35178-171-5)
- Corpus Chrome, Inc. (2014)
- Mean Business on North Ganson Street (2014) Publié en français sous le titre Exécutions à Victory, traduit par Sophie Aslanides, Paris, Éditions Gallmeister, coll. « Neonoir », 2015, 468 p.  (ISBN 978-2-35178-086-2)
- Hug Chickenpenny: The Panegyric of an Anomalous Child (2017)
- Forbidden Surgeries of the Hideous Dr. Divinus (2021)-Comic book
- The Slanted Gutter (2021) Publié en français sous le titre Dédale mortel, traduit par Janique Jouin-de Laurens, Paris, Éditions Gallmeister, coll. « Neonoir », 2021, 560 p.  (ISBN 978-2-35178-261-3)

## Récompenses et distinctions
- Festival international du film fantastique de Gérardmer 2016 : Grand Prix pour Bone Tomahawk[12]

- Festival international du film policier de Beaune 2019 : Prix sang neuf pour Traîné sur le bitume[13].